# Resolució 331 del Consell de Seguretat de les Nacions Unides
La Resolució 331 del Consell de Seguretat de les Nacions Unides, aprovada per unanimitat el 20 d'abril de 1973, va demanar al Secretari General que presentés un informe al Consell que detallés els esforços realitzats per l'ONU relatius a Orient Mitjà des de juny de 1967 i va decidir reunir-se després de la presentació de l'informe per examinar la situació. El Consell també va demanar al Secretari General que convidés Gunnar Jarring, Representant Especial del Secretari General, a estar disponible durant la reunió per prestar assistència al curs de les deliberacions.
El president del Consell va declarar que, en absència de qualsevol objecció, la resolució va ser aprovada per unanimitat.